# Chiesa di Santo Stefano (Canzo)
(San Carlo Borromeo, 1574)
La basilica prepositurale di Santo Stefano Protomartire, detta anche Gésa granda, è una chiesa prepositurale che sorge a Canzo, in provincia di Como.

## Storia
L'edificazione ebbe inizio nel 1728 sul luogo di una precedente costruzione, attestata dal 1398 in un documento testimoniante l'autonomia della parrocchia, dedicata allo stesso santo e già dotata nel 1574, durante la visita pastorale di san Carlo, dei cinque altari attuali. La canonica si trova dietro alla chiesa, mentre in passato era in via Rimembranze, collegata da una scalinata fino a via Teatro Vecchio. La chiesa, assegnata al Vicariato di Villincino, divenne parrocchia nel 1569 all'epoca della visita pastorale di Francesco Bernardino Cermenati. Nel 1584 in seguito al trasferimento della sede plebana a Villincino la parrocchia venne inserita sotto il Vicariato del Preposto di Erba e nella Regione V della Diocesi. Nel XVIII secolo si avevano nella parrocchia Santo Stefano Protomartire le confraternite, senza abito, del santissimo sacramento, del santissimo rosario e una terza nella scuola della dottrina cristiana; nell'oratorio di San Donato v'era una confraternita recante il medesimo titolo. Nel 1752 il cardinale Pozzobonelli nel consacrare la chiesa restando colpito dalla sua grandezza e dalla sua magnificenza concesse ad essa il titolo, in perpetuo, di "basilica". La basilica è stata eretta prepositura, col titolo di  basilica prepositurale Plebana, con decreto ad perpetuam memoriam in data 21 aprile 1899 da papa Leone XIII il quale concesse Non ad Personam sed pro Tempore il titolo di prevosto. Nella stessa data il cardinale Andrea Carlo Ferrari istituì il vicariato foraneo di Canzo, attivo dal 1906 fino al 1971, avente giurisdizione sulle parrocchie di Caslino d'Erba, Castelmarte, Corneno, Galliano, Longone e Proserpio.

## Descrizione

### Esterno
Il sagrato è in granito, decorato ad intarsio; in passato era acciottolato. L'edificio, tradizionalmente definito "basilica" pur non essendolo propriamente, è in stile barocco classico e possiede un alto campanile angolare, a destra, con tetto in bronzo (il progetto del 1818, dell'architetto Bovara, ne prevedeva due). La facciata è parzialmente, come i lati lunghi della chiesa, dipinta di un giallo tenue; presenta un portone principali e due portoni laterali, in alto due nicchie, una con la statua di Santo Stefano, l'altra di San Miro.

### Interno

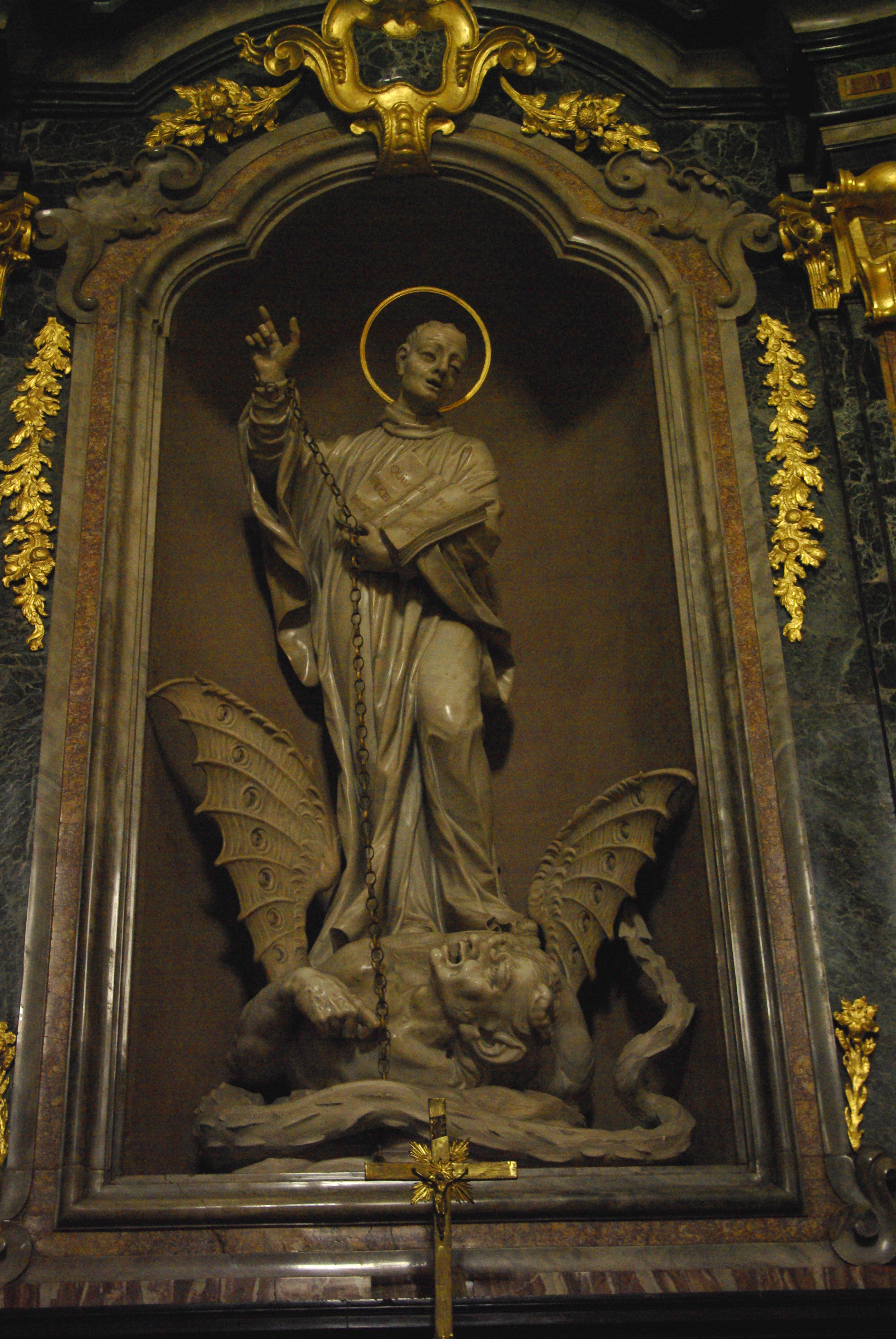
La statua di san Bernardo che schiaccia il demonio

All'interno, ad una navata, vi sono quattro altari minori: entrando, a destra quello del crocifisso e a sinistra quello con la statua di san Bernardo, e in fondo, a destra quello con la statua di sant'Antonio dal purcèll e a sinistra quello con la statua della Madonna del Rosario. Le tre magnifiche statue marmoree settecentesche sono opera di Elia Vincenzo Buzzi, noto come autore delle due grandi statue dei transetti del duomo di Milano (Madonna dell'Albero e San Giovanni Buono); il crocifisso ligneo era già presente all'epoca della visita di san Carlo. Negli altari sono presenti anche quadri murali di David Beghè (fine Ottocento) e Albertella (inizio Novecento). A destra e a sinistra, fra gli altari, sono collocati i confessionali in marmo, sormontati dalle balaustre di cui la sinistra è quella dell'organo. La volta dell'altare maggiore è decorata con affreschi del XVIII secolo raffiguranti la Trinità e la gloria di s. Stefano ed è circondata da vele con i quattro evangelisti. I restanti affreschi sono perlopiù degli inizi del Novecento, come le due statue della facciata. La chiesa possiede poi vetrate colorate che rappresentano la Passione e, in facciata, Cristo Re. Il pavimento era un tempo di cotto, di cui è stata conservata la porzione su cui poggiano le panche; la parte rimanente fu disegnata in graniglia di marmo. A fianco dell'altare maggiore sono collocati i due pulpiti, sempre in marmo. Alcune decorazioni sono in marmo nero e grigio, mentre altre sono stucchi dorati o dipinti ad imitazione di marmo grigio o rosato. Sono inoltre presenti balaustre sulla controfacciata, sopra i confessionali e a cinta degli altari. L'organo fu costruito nel 1828 dalla rinomata bottega fratelli Serassi di Bergamo. La sacrestia è posta a destra dell'altare. A sinistra dell'altare è collocata una cappella che conserva numerose reliquie donate da monsignor Camillo Fino (protonotario apostolico supra numerum di nomina pontificia per  meriti raggiunti, ad oggi resta il prevosto col più alto grado prelatizio che Canzo abbia mai avuto) il quale, già Notaio certificatore delle reliquie diocesane, dopo anni di onorato servizio trascorsi in curia arcivescovile venne destinato dal beato cardinale Schuster a Canzo come prevosto lasciando in eredità alla prepositura tutta la sua collezione di reliquie. Altre reliquie sono esposte nei busti d'argento collocati a fianco del tabernacolo. Il tabernacolo ha una porticina d'oro con raffigurato a bassorilievo Gesù a braccia aperte che mostra il suo Sacro Cuore.

## Intorno alla chiesa

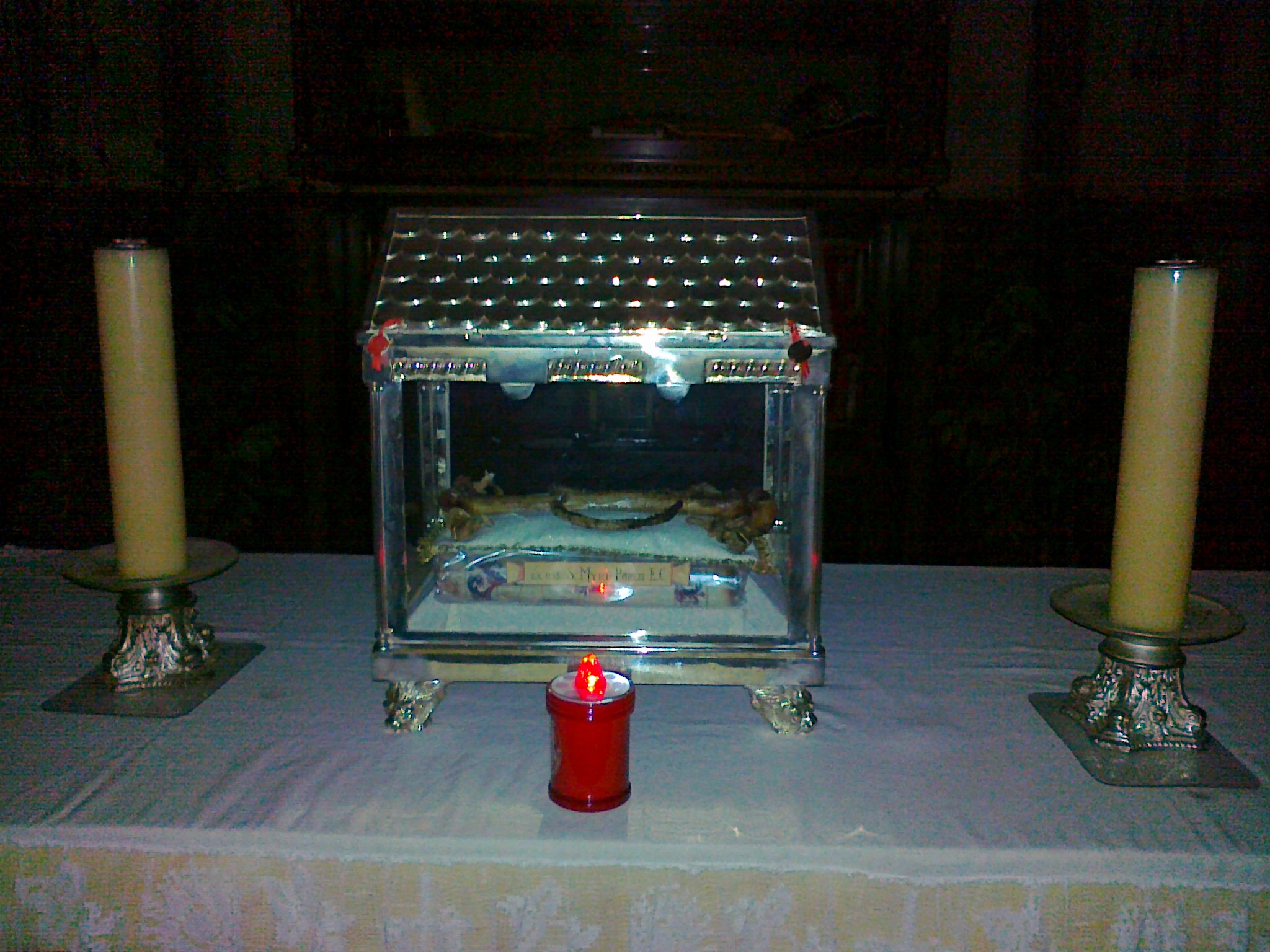
Teca con reliquia ossea di San Miro, nella cappella delle reliquie

Di fronte alla piazza della chiesa vi è la sede della Società Operaia di Mutuo Soccorso, nel passato adibita ad asilo infantile e a biblioteca municipale, davanti alla quale è stato piantato un gelso (murùn), albero simbolo della tradizione serica brianzola, e ne è stato aggiunto un altro esemplare molto antico, a cura della Cumpagnia di Nost, trasferito dal Parco Raverta, trasformato in complesso edilizio. Quest'ultimo è stato affidato alla protezione di  San Mir. Presso la Società Operaia vengono spesso organizzate mostre d'arte. A lato dell'ampio piazzale, vi è il l'antico portico del mercato, un elegante porticato a cinque arcate con fronte e doppie lesene, che mantiene all'esterno gli anelli utilizzati per la fiera del bestiame  da San Stevenin il 27 dicembre.
Si narra che il suolo su cui è stata eretta la parrocchiale fosse in origine una vigna di proprietà dei Pelliccioni. Essi la concessero alla parrocchia a condizione che in una notte fossero sradicate tutte le piante di vite. Dopo una nottata di lavoro da parte di tutta la popolazione accorsa, si poté cominciare la costruzione della chiesa.